# دانيال دورون
دانيال دورون (بالعبرية: דניאל דורון‏) هو مترجم واقتصادي إسرائيلي، ولد في 1929.